# Terminator 2: Judgment Day (videogioco 1991 computer)
Terminator 2: Judgment Day è un videogioco d'azione di genere misto, pubblicato nel 1991 per gli home computer Amiga, Amstrad CPC, Atari ST, Commodore 64, MS-DOS e ZX Spectrum dalla Ocean Software e basato sul film Terminator 2 - Il giorno del giudizio del 1991. Il gioco è omonimo di diversi altri titoli tratti dal film per varie piattaforme e riporta anche il copyright della LJN Ltd., editrice delle versioni per console, differenti da questa.

## Modalità di gioco
Si deve affrontare una serie di livelli con meccaniche di gioco molto diverse tra loro, ispirati ad altrettante scene specifiche del film. Il giocatore controlla quasi sempre il Terminator T-800 (in alcune versioni chiamato T-101), che ha le fattezze di Arnold Schwarzenegger, con l'obiettivo generale di proteggere John Connor inseguito dal T-1000.
I livelli sono in tutto da 7 a 9 a seconda delle versioni, sempre nel seguente ordine:
- T-800 e T-1000 lottano in un centro commerciale. Un picchiaduro bidimensionale uno contro uno. Si dispone di diverse mosse a corpo libero, eseguite combinando le direzioni e il pulsante di fuoco. Nelle versioni a 16 bit (Amiga, Atari e DOS) i due contendenti inizialmente hanno anche un'arma da fuoco, utilizzabile fino a esaurimento dei proiettili.
- T-800 e John fuggono in moto lungo un canale asciutto mentre T-1000 li insegue con un camion. Un simulatore di guida con visuale dall'alto a scorrimento verticale su un percorso rettilineo. Si può spostare la moto a destra e sinistra e variare la velocità. Urtare ostacoli riduce l'energia di T-800, mentre essere raggiunti dal camion riduce l'energia di John.
- T-800 ripara i meccanismi all'interno del proprio polso. Un rompicapo con visuale fissa sulla mano del personaggio. In pratica è un gioco del 15 senza la casella vuota, con l'obiettivo di ricomporre una precisa immagine. Riuscire a completare il rompicapo entro il tempo limite non è obbligatorio per proseguire, ma fa vincere una ricarica di energia.
- Solo in versione Commodore 64 – Sarah Connor fugge dalla clinica psichiatrica dove è rinchiusa. Un platform a scorrimento orizzontale dove si controlla Sarah e si deve raggiungere l'uscita di un labirinto di corridoi e ascensori. Gli avversari sono il personale della clinica; Sarah può schivare i loro pugni abbassandosi e colpire con un manico di scopa.
- T-800 e T-1000 lottano nell'ospedale. Un altro picchiaduro uguale al primo livello, con diverso scenario.
- T-800 ripara i meccanismi all'interno della propria faccia. Un altro rompicapo uguale al terzo livello, con diversa grafica.
- Solo nelle versioni 16 bit e Commodore 64 – T-800 ha uno scontro a fuoco con una squadra di SWAT per fuggire dai laboratori Cyberdyne. Uno sparatutto con visuale di lato.
  - Sui 16 bit: si attraversa un percorso lineare lungo un muro, a scorrimento su Amiga/ST e multischermo su DOS. T-800 avanza in orizzontale e può sparare a tre angolazioni contro gli SWAT appostati.
  - Su Commodore 64: un platform simile al quarto livello, ma T-800 e i nemici sparano anziché picchiare.
- T-800 e i Connor fuggono in furgone su un'autostrada, inseguiti da T-1000 su un elicottero; T-800 guida e Sarah spara dal retro. Un altro simulatore di guida simile al secondo livello, ma il furgone e l'elicottero si sparano a vicenda. La mira di Sarah è controllata dal computer, con un mirino che cerca di puntare automaticamente sull'elicottero, ma risente dei movimenti del furgone. Urtare gli altri veicoli riduce l'energia di T-800, il fuoco dell'elicottero riduce l'energia di Sarah.
- Scontro finale tra T-800 e T-1000 in un'acciaieria. Un altro picchiaduro uguale al primo livello, con diverso scenario. Su Commodore 64 i contendenti hanno l'aspetto di robot senza pelle umana.

Si dispone di una sola vita, con una riserva di energia del T-800 unica per tutti i livelli, e non ci sono neppure salvataggi o password per ricominciare da un livello avanzato. Nei livelli d'azione, due riquadri con le facce dei personaggi mostrano l'energia del protagonista e del nemico, oppure dei due personaggi affidati al giocatore.
Nelle versioni a 16 bit sono presenti intermezzi narrativi tra un livello e l'altro, con animazioni digitalizzate molto brevi tratte dal film. Nella versione Commodore 64 su disco o cartuccia gli intermezzi sono realizzati con disegni statici, mentre in quelle Commodore 64 su cassetta, Amstrad CPC e Spectrum sono assenti.